# David Frölund
David Anders Frölund, tidigare Marek, född Dobrzelak 4 juni 1979 i Biskopsgårdens församling i Göteborg, är en svensk fotbollsspelare som har spelat över 200 ligamatcher för BK Häcken och över 100 ligamatcher för Örgryte IS.

## Karriär
David Frölund värvades av Öis från Häcken och slog igenom i allsvenskan som ytterback. Frölund var under flera år ordinarie i Öis och fanns till och med i landslagsdiskussionerna, låt vara att det handlade om de landslagsturnéer A-landslaget genomför för främst unga talanger. 2004 lämnade Frölund Öis och återvände till sin gamla klubb Häcken för att få en nytändning. Efter säsongen 2015 fick Frölund lämna Häcken.
I mars 2016 värvades Frölund av Ljungskile SK, där han skrev på ett tvåårskontrakt vid 36 års ålder. Kontraktet förlängdes inte.